# فولکو کوئیلیچی
فولکو کوئیلیچی (ایتالیایی: Folco Quilici؛ ‏ ۹ آوریل ۱۹۳۰ – ۲۴ فوریهٔ ۲۰۱۸) کارگردان فیلم و فیلم‌نامه‌نویس اهل ایتالیا بود.
او مابین سال‌های ۱۹۵۲ تا ۲۰۰۵ میلادی، ۲۲ فیلم کارگردانی کرد و فیلم «بهشت واپسین» (۱۹۵۵) برندهٔ خرس نقره‌ای هفتمین جشنواره بین‌المللی فیلم برلین شد.